# Năvodari
Năvodari è una città della Romania di 34 981 abitanti, ubicata nel distretto di Costanza, nella regione storica della Dobrugia.
Fa parte dell'area amministrativa anche la località di Mamaia-Sat, Tabara Navodari e Camping Navodari.

## Storia
In romeno, Năvodari fa riferimento alla pesca a strascico, facendo intendere che si trattava originariamente di un villaggio di pescatori essendo fondata sulle sponde di Mar Nero e circondata dai laghi  (Lago Tasaul). Il villaggio viene citato per la prima volta in un documento del 1421 con il nome Kara Koyum (turco:villaggio Nero), e successivamente in altri documenti come Karaköy o Carachioi; l'attuale nome, già usato anticamente, venne ripristinato nel 1927 e Năvodari assunse lo status di comune nel 1932.
Durante il regime comunista, la città ebbe un imponente sviluppo, poiché era stata individuata come area di sviluppo industriale per il settore petrol-chimico. Negli anni settanta venne costruito un impianto per la produzione di fosfati, un porto industriale (Porto Midia) e in 1983 l'unica raffineria petrolifera che sporge direttamente sul Mar Nero, Raffineria PetroMidia.  La città conobbe una grande crescita demografica dal 6500 (1968) a 26 000 abitanti (1983) In parallelo al sviluppo industriale il regime comunista costruì il centro estivo Tabara Năvodari (143 ettari,  12000 posti) dedicato ai gruppi scolastici nazionali e campeggiatori studenti. Disponeva anche di una infrastruttura ferroviaria propria per il trasporto dei gruppi scolastici fino al interno del campeggio.

## Economia
Il settore turistico e in grande sviluppo con numerosi punti di ristoro ristoranti e alberghi essendo ben collegata con Mamaia e Costanza . L'aeroporto Kogalniceanu] permette il collegamento diretto con i più prestigiosi aeroporti Europei (Roma, Milano, Parigi, Londra, Madrid, Istanbul ecc) e nazionali Iași e Oradea. Il turismo balneare ha conosciuto un grande sviluppo negli ultimi 20 anni con investimenti maggiori privati e statali in siti come Plaja Navodari, Casa la Plaja, Lake Siutghiol, Sunshine Beach, Plaja Hanul Piraților, Plaja Zanzibar, Lake Tașaul.

### La raffineria "Petromidia"
Petromidia è la più grande raffineria presente in Romania ed una delle più grandi di tutto l'Est Europa. La sua capacità produttiva è di circa 4,8 milioni di tonnellate/anno (circa 110.000 barili al giorno).

La raffineria venne fondata nel 1975 per volontà dello Stato Rumeno. Il suo nome originario era Fabrica Petrolchimica Midia Năvodari e si sviluppava su un perimetro di circa 450.000 metri quadri. La costruzione dell'impianto durò due anni e la tecnologia presente all'interno era totalmente di provenienza rumena. Nel 1991, a seguito della caduta del regime comunista, la raffineria da statale divenne una Joint Stock Company e trasformò il suo nome in SC. Petromidia SA.

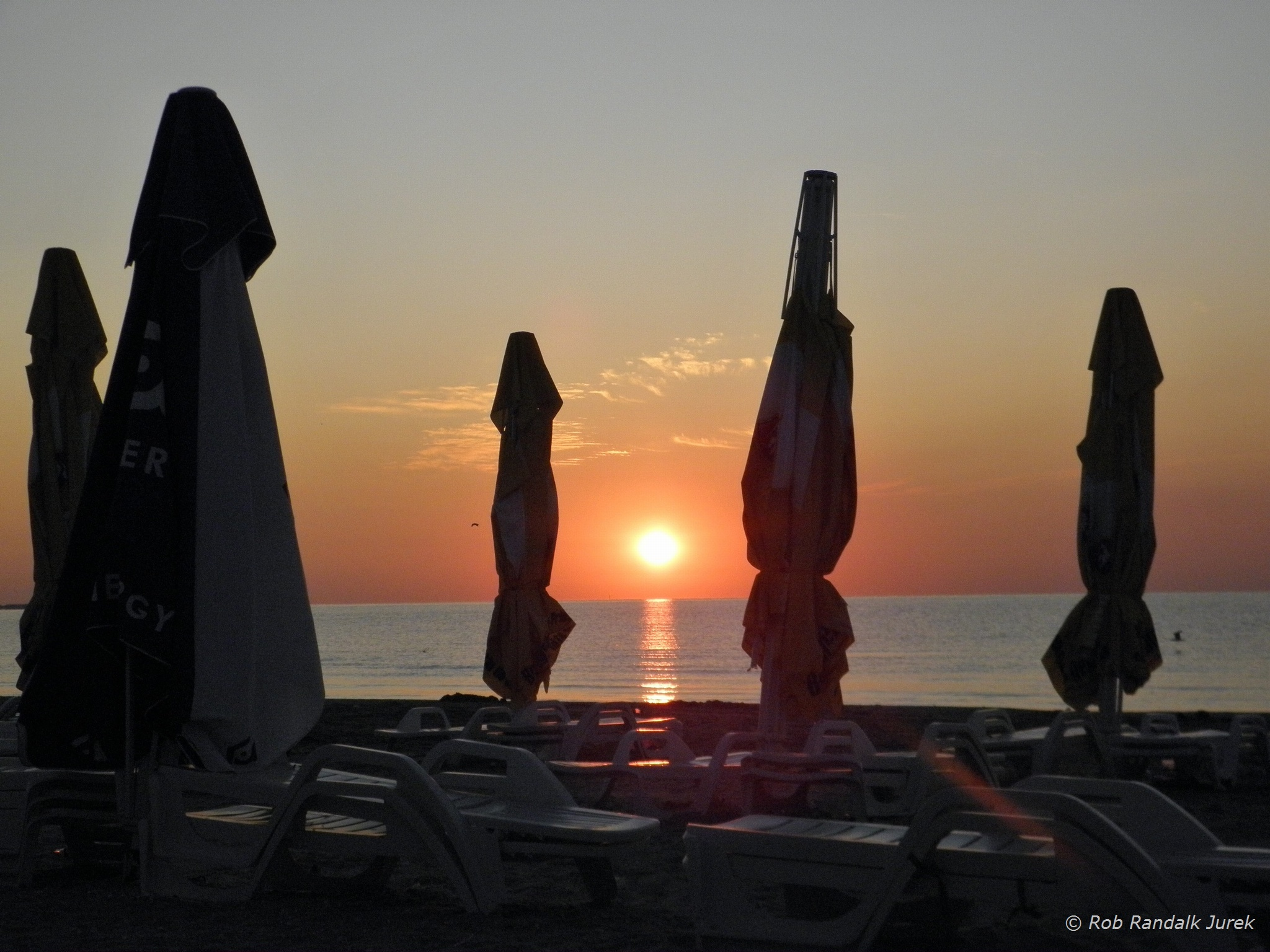
vista Mamaia Sat

Oggi il grande complesso petrolchimico appartiene al gruppo KazMunayGas, l'ex azienda petrolifera di stato RomPetrol.